# Hlodavci
Hlodavci (Rodentia) jsou zdaleka nejpočetnější řád z celé třídy savců. Většinou jde o menší živočichy. Jejich charakteristickým rysem je tvar a uspořádání zubů. Přední řezáky jsou přeměněny v hlodáky; špičáky chybí úplně. Hlodáky mají přední stranu pokrytou tvrdou sklovinou a zadní stranu mnohem měkčí zubovinou. Díky většímu obrušování měkčí zadní části si zuby udržují stále ostrou hranu. Celý řád čítá přes 2500 žijících druhů.
Většina hlodavců je býložravá. Největším žijícím zástupcem je kapybara.

## Podmínky úspěchu
Úspěch řádu podmínily tři hlavní faktory. Prvním je skutečnost, že ačkoli hlavní evoluční diverzifikace savců probíhala v eocénu (před 34 až 56 miliony let), jedna z čeledí hlodavců – Muridae – se objevila až v pliocénu (před 5 miliony let) a je tedy ještě relativně mladá. Se svými již více než 1000 druhy tato čeleď ještě stále zvyšuje svoji genetickou diverzitu. Během svého vývoje také zůstala poměrně nespecializována. Za druhé jsou hlodavci poměrně drobní. Většina z nich váží méně než 150 g, i když je známa řada výjimek, např. morče, které může vážit až 1800 g a raritu tvoří kapybara, která váží až 85 kg. Malá tělesná velikost jim poskytuje příležitost využít širokou škálu mikrobiotopů. Za třetí jsou mnozí hlodavci mimořádně plodní. Krátká doba březosti, velké vrhy a časté rozmnožování jsou charakteristiky umožňující přežít v nepříznivých podmínkách a rychle využít příznivých. Kombinace evoluční přizpůsobivosti, malých tělesných rozměrů a vysoké reprodukce umožnila, aby poměrně neveliké strukturální a funkční změny postačovaly k vzniku záplavy současných druhů.

## Evoluce
První hlodavci se objevili před 56 miliony lety v období paleocénu. Nejstarší fosílie pocházejí z Laurasie. Koncem eocénu se hlodavci dostali do Afriky. Později, ještě před spojením Amerik se hlodavci dostali také do Jižní Ameriky (morčatovití) a později také do Austrálie. Největším známým hlodavcem všech dob je rod Josephoartigasia z období pliocénu, zvířata byla dlouhá tři metry, vysoká 1,5 metru a vážila až 2600 kg.  Patřila mezi morčatovité a žila v Jižní Americe.

## Taxonomie
Hlodavci se podle posledních poznatků dělí do 33 čeledí seskupených do pěti podřádů, navíc členěných do dvou infrařádů a dvou nadčeledí:
řád Rodentia – hlodavci
- podřád Sciuromorpha – veverkočelistní
  - čeleď Aplodontiidae – bobruškovití
  - čeleď Sciuridae – veverkovití
  - čeleď Gliridae (synonymum Myoxidae) – plchovití

- podřád Castorimorpha
  - čeleď Castoridae – bobrovití
  - čeleď Heteromyidae – pytloušovití
  - čeleď Geomyidae – pytlonošovití

- podřád Myomorpha – myšovci
  - nadčeleď Dipodoidea
    - čeleď Dipodidae – tarbíkovití

  - nadčeleď Muroidea
    - čeleď Platacanthomyidae (ostnoplši)
    - čeleď Spalacidae – slepcovití
    - čeleď Calomyscidae (křečíci)
    - čeleď Cricetidae – křečci praví
    - čeleď Nesomyidae (některé krysy, myši a křečci vyčlenění z čeledi Muridae)
    - čeleď Muridae – myšovití

- podřád Anomaluromorpha
  - čeleď Anomaluridae – šupinatkovití
  - čeleď Pedetidae – noháčovití

- podřád Hystricomorpha – dikobrazočelistní
  - infrařád Ctenodactylomorphi
    - čeleď Ctenodactylidae – gundovití

  - infrařád Hystricognathi
    - čeleď Bathyergidae – rypošovití
    - čeleď Hystricidae – dikobrazovití
    - čeleď Petromuridae – skalní krysy
    - čeleď Thryonomyidae – řekomyšovití
    - čeleď Erethizontidae – urzonovití
    - čeleď Chinchillidae – činčilovití
    - čeleď Dinomyidae – pakaranovití
    - čeleď Caviidae – morčatovití
    - čeleď Dasyproctidae – agutiovití
    - čeleď Cuniculidae – pakovití
    - čeleď Ctenomyidae – tukotukovití
    - čeleď Octodontidae – osmákovití
    - čeleď Abrocomidae – činčilákovití
    - čeleď Echimyidae – korovití
    - čeleď Myocastoridae – nutriovití
    - čeleď Capromyidae – hutiovití
    - čeleď †Heptaxodontidae – velehutiovití

### Základy systematiky hlodavců
Fylogeneze hlodavců je velmi složitá, což je dáno zejména jejich rychlou evolucí, komplikující přesné stanovení fylogenetických vztahů. Dělení na základě morfologických dat není úplně přesné, nicméně základní dělení se odvíjí podle polohy angulárního výběžku na dolní čelisti (mandibule). Takto můžeme hlodavce rozdělit na sciurognátní (veverkočelistní) a hystrikognátní (dikobrazočelistní).
Dalším důležitým morfologickým znakem je utvoření komplexu žvýkacího svalu. Existují čtyři typy – protogomorfní, myomorfní, sciuromorfní a hystrikomorfní. Tyto dvě charakteristiky se mohou vzájemně různě kombinovat, např. rypošovití jsou hystrikognáti s protrogomorfním uspořádáním žvýkacího svalu.